# 清代碉楼

清代碉楼，位于北京市海淀区香山东麓周围。

## 简介
这些碉楼分别建造于清朝乾隆十一年（1746年）和乾隆十四年（1749年）。这两次总共兴建碉楼60多座，包括活碉楼和死碉楼两种。活碉楼指空心碉楼，其内有石砌台阶可达碉楼顶部。死碉楼指实心碉楼。碉楼采用虎皮石砌成，顶面小，底座大，高约3米，有的碉楼顶上还设有箭垛。
1982年《北京晚报》刊载，有四季青公社社员，根据记录及走访调查，认为共有68座碉楼。除了正白旗村里的几座之外，北京植物园等地也有碉楼遗存。它们被修缮和保护起来。到21世纪初，整个香山地区比较完整的碉楼仅存两座死碉楼，一座活碉楼，其他碉楼或仅存遗址，或残缺不全。
1981年，一座活碉楼“正蓝旗清代碉楼”被海淀区人民政府公布为海淀区重点文物保护单位。2014年，两座死碉楼“镶白旗碉楼”、“镶红旗碉楼”被海淀区人民政府公布为海淀区重点文物保护单位。